# Лугецано (Верона)
Лугецано је насеље у Италији у округу Верона, региону Венето.
Према процени из 2011. у насељу је живело 166 становника. Насеље се налази на надморској висини од 571 м.